# Kombinatorische Chemie
Die kombinatorische Chemie versucht, durch Kombination und Variation verschiedener Reste an einem Grundgerüst eine Vielzahl von Molekülen herzustellen, aus der diejenigen mit den gewünschten bzw. optimierten Eigenschaften herausgesucht werden müssen. Zur Synthese werden meistens Roboter und standardisierte Reaktionsabläufe genutzt.
Anwendungen finden sich vor allem in der medizinische Chemie bzw. in der Pharmakologie. Dort werden mit Hilfe der kombinatorischen Chemie neue Wirkstoffe gefunden oder optimiert. Während in der Anfangsphase Anfang der 1980er Jahre versucht wurde, eine möglichst große Zahl von Verbindungen, sogenannte Bibliotheken, herzustellen, ging der Trend später zur Synthese von aufgereinigten und gut charakterisierten Einzelverbindungen. Der Übergang zur Parallelsynthese wurde damit fließend.